# Sanda, Hyōgo

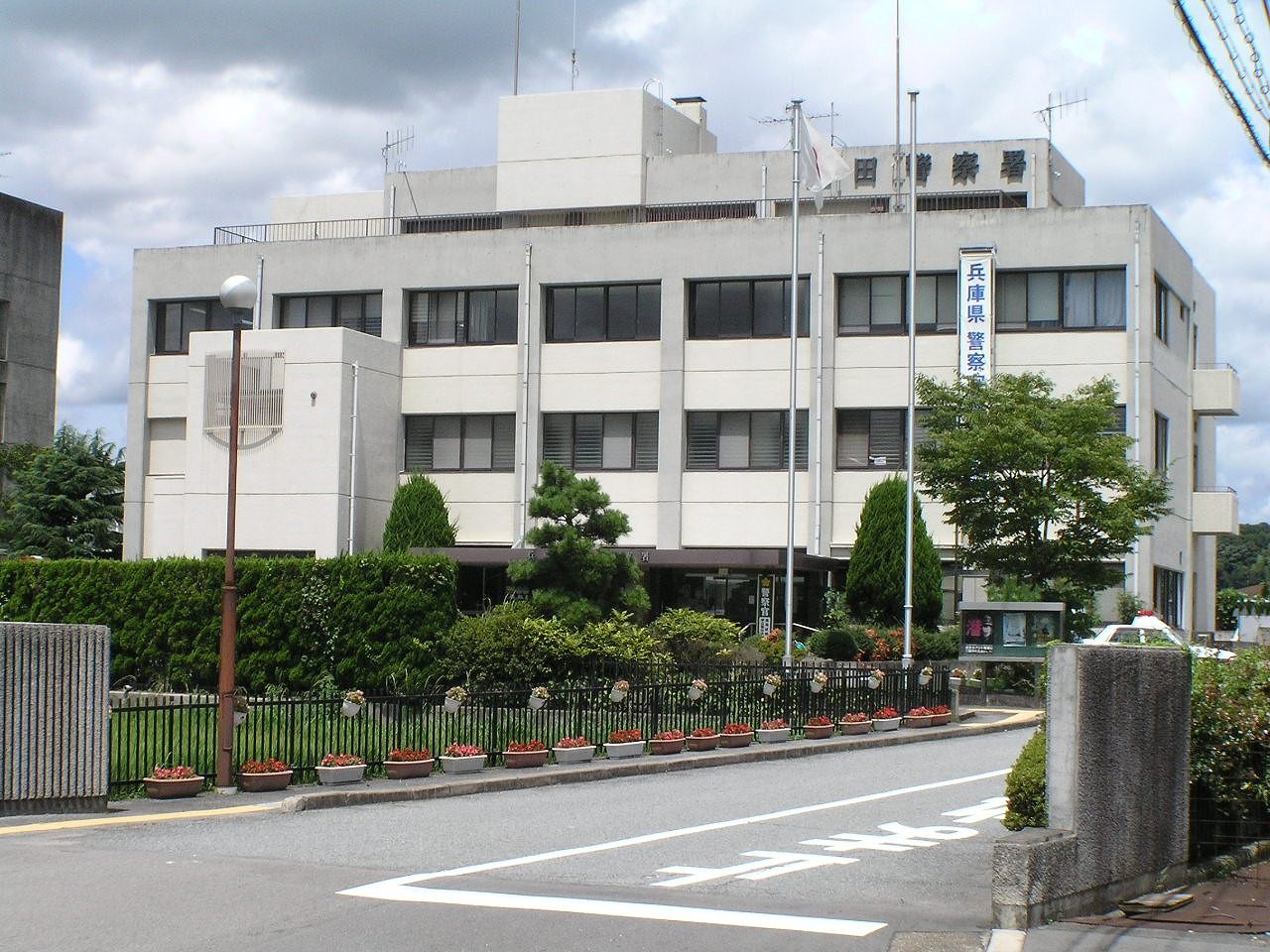
Sediul poliției

Sanda (三田市 Sanda-shi?) este un municipiu din Japonia, prefectura Hyōgo.